# Torpedonet
Et torpedonet er et metalnet, der skal forhindre fjendtlige torpedoer i at nå deres mål.
Nettet udspændes fra et skib i en passende afstand, så en eventuel detonation af torpedoerne sker i tilstrækkelig afstand til at forhindre større skader på skibet.